# Kevin Zaremba
Kevin Zaremba (* 27. Mai 1987 in München; auch bekannt als Cc.K.) ist ein deutscher Komponist und Musikproduzent. Er arbeitete unter anderem mit Wincent Weiss, Flo Rida, Gestört aber geil, Groove Coverage oder Nicki Minaj zusammen. Er wurde mehrfach national wie international mit Gold und Platin ausgezeichnet. Außerdem ist er Teil des DJ- und Produzentenduos Achtabahn.

## Karriere
Zaremba wuchs in einem Vorort von München auf. Seine Veröffentlichung My Sound wurde gemeinsam mit der Commercial Club Crew aufgenommen. 2012 produzierte er die erste Single von der Popstars-Gewinnerband Melouria. Später wurde er gemeinsam mit Matthias Kurpiers Teil des Münchner Produzentenduos Achtabahn.

## Auszeichnung als Produzent
- Goldene Schallplatte
  - 2018: für die Single Musik sein von Wincent Weiss[5]
  - 2019: für die Single An Wunder von Wincent Weiss[5]

- Platin-Schallplatte
  - 2016: für die Single Musik Sein von Wincent Weiss[5][6][7]
  - 2019: für die Single Fight Back with Love Tonight von Kush Kush in Russland[8][9]

## Diskografie

### Singles (Auszug)
| Jahr | Titel Album                                            | Höchstplatzierung, Gesamtwochen, AuszeichnungChartplatzierungen (Jahr, Titel, Album, Platzierungen, Wochen, Auszeichnungen, Anmerkungen) | Höchstplatzierung, Gesamtwochen, AuszeichnungChartplatzierungen (Jahr, Titel, Album, Platzierungen, Wochen, Auszeichnungen, Anmerkungen) | Höchstplatzierung, Gesamtwochen, AuszeichnungChartplatzierungen (Jahr, Titel, Album, Platzierungen, Wochen, Auszeichnungen, Anmerkungen) | Anmerkungen                                                                   |
| Jahr | Titel Album                                            | DE | AT | CH | Anmerkungen                                                                   |
| ---- | ------------------------------------------------------ | --- | --- | --- | ----------------------------------------------------------------------------- |
| 2012 | How Do You Do! 2012 –                                  | DE37 (1 Wo.)DE | AT15 (3 Wo.)AT | CH75 (1 Wo.)CH | Erstveröffentlichung: 28. September 2012                                      |
| 2013 | Here we go (Allez allez) –                             | DE59 (2 Wo.)DE | AT43 (2 Wo.)AT | — | Erstveröffentlichung: 28. September 2012                                      |
| 2013 | Sing La La La --                                       | DE82 (1 Wo.)DE | AT70 (1 Wo.)AT | CH40 (1 Wo.)CH | Erstveröffentlichung: 15. März 2013. Goldstatus in Italien Verkäufe: + 15.000 |
| 2013 | Damn –                                                 | — | — | — |                                                                               |
| 2016 | Musik sein Irgendwas gegen die Stille                  | DE27 Platin · (30 Wo.)DE | AT8 (15 Wo.)AT | CH10 (22 Wo.)CH | Erstveröffentlichung: 11. April 2016 Verkäufe: + 400.000                      |
| 2017 | Frische Luft Irgendwas gegen die Stille                | DE79 (4 Wo.)DE | — | — | Erstveröffentlichung: 11. August 2017                                         |
| 2017 | Nur ein Herzschlag entfernt Irgendwas gegen die Stille | DE80 (1 Wo.)DE | — | — | Erstveröffentlichung: 14. April 2017                                          |
| 2018 | An Wunder Irgendwie anders                             | DE12 Gold · (19 Wo.)DE | AT22 (4 Wo.)AT | CH7 (18 Wo.)CH | Erstveröffentlichung: 12. April 2018 Verkäufe: + 200.000                      |
| 2018 | Hier mit dir Irgendwie anders                          | DE60 (2 Wo.)DE | — | CH45 (6 Wo.)CH | Erstveröffentlichung: 2. November 2018                                        |
| 2019 | Pläne Irgendwie anders                                 | DE76 (1 Wo.)DE | — | — | Erstveröffentlichung: 15. Februar 2019                                        |
| 2019 | Kaum erwarten Irgendwie anders                         | DE51 (3 Wo.)DE | — | CH87 (1 Wo.)CH | Erstveröffentlichung: 22. März 2019                                           |
| 2019 | Einmal im Leben Irgendwie anders                       | DE60 (3 Wo.)DE | — | CH37 (1 Wo.)CH | Erstveröffentlichung: 20. September 2019                                      |
| 2019 | Out of Time                                            | — | — | — | Erstveröffentlichung 6. Dezember 2019.                                        |
| 2021 | Wer wenn nicht wir Vielleicht irgendwann               | DE12 (25 Wo.)DE | — | — | Erstveröffentlichung: 29. Januar 2021                                         |
| 2021 | Die guten Zeiten Vielleicht irgendwann                 | DE14 (6 Wo.)DE | — | — | Erstveröffentlichung: 18. Juni 2021                                           |
| 2021 | Niemals allein                                         | DE89 (1 Wo.)DE | — | — | Erstveröffentlichung: 15. Oktober 2021                                        |
| 2021 | Weisswein x Sprite                                     | DE87 (1 Wo.)DE | — | — | Erstveröffentlichung: 16. Juli 2021                                           |
| 2021 | Tag Ein Tag Aus                                        | DE—DE | — | — | Erstveröffentlichung: 11. Juni 2021, Nr. 1 Single-Trendcharts (1 Woche)       |
| 2022 | Morgen Vielleicht irgendwann                           | DE11 (22 Wo.)DE | — | CH87 (1 Wo.)CH | Erstveröffentlichung: 28. Januar 2022                                         |
| 2022 | Never Ending Story                                     | — | — | — | Erstveröffentlichung: 25. März 2022. Goldstatus in Polen und AirPlay Platz 1. |

Weitere Singles
- 2009: Annie – Stay with me
- 2009: $carlet – Tik Tok (Cover)
- 2015: Wincent Weiss – Regenbogen
- 2019: Kush Kush – Fight Back with Love Tonight
- 2022: Gestört aber geil – Allein
- 2023: Kati K – Mascara
- 2023: Why So Sad / Brother Leo – Demons
- 2023: Max Fentsy – Heiraten ist scheisse!

### Remixe (Auszug)
- 2009: Baracuda – Where Is The Love (Cc.K Remix)
- 2011: Groove Coverage – Innocent (Cc.K Remix)
- 2011: Groove Coverage – Angeline (Cc.K Remix)
- 2012: Lacuna – Celebrate the Summer 2012 (Cc.K Remix)
- 2016: Andreas Bourani – Ultraleicht (Achtabahn Remix)
- 2016: Sarah Connor – Bedingungslos (Achtabahn Remix)
- 2017: Helene Fischer – Achterbahn (Achtabahn Extended Remix)
- 2018: Alle Farben feat. Kelvin Jones – Only thing we know (Kush Kush Remix)